# Terina accra
Terina accra är en fjärilsart som beskrevs av Swinhoe 1904. Terina accra ingår i släktet Terina och familjen mätare. Inga underarter finns listade i Catalogue of Life.